# Зеркала (альбом)
«Зеркала» — третий студийный альбом московской рэп-группы «DotsFam», являющеюся логическим продолжением коллектива «Многоточие». Презентация альбома состоялась 12 июня в московском клубе «Б2».

## Описание
Руставели об альбоме:
По альбому скажу так — отсутствие огня внутри коллектива и внутренние поиски подуставших от жизненных перипетий участников привели к тому, что в итоге получился самый неоднозначный альбом в истории DFR, с действительно, на мой взгляд, сильными, предельно честными и эмоционально тяжёлыми треками, но очень неудачным мастерингом. В итоге получилась такая метаморфоза — треки по отдельности мне реально нравятся и качают, а сам альбом — не очень. Хотя, стоит отметить, что Лаша [Нелегал] очень высоко оценил эту работу.

## Создание альбома
В конце 2010 года, Руставели записывает несколько песен с Гномом, и вместе музыканты решают объединить их в новый альбом под названием «Зеркала», который выходит 12 июня 2011 года на лейбле Dots Family Records.
В записи альбома поучаствовали такие исполнители, как Шиза (ex-«Сибирский Синдикат»), Мареин, Санчес, Маклай и Динайс. Нелегал не смог принять участие в записи альбома из-за отсутствия времени, а Михаил Краснодеревщик и Тюха покинули группу, занявшись творчеством группы «Красное Дерево» и созданием собственного лейбла.
На песню «Осенний» был снят видеоклип, режиссёром выступил Михаил Бородин. Съемки проходили в Ховринской больнице. Трек «Кукушка» — кавер-версия одноименной песни Виктора Цоя — вошла в альбом «КИНОпробы. Рэп-трибьют».

## Список композиций
| №   | Название                                 | Текст песни             | Музыка                                | Длительность |
| --- | ---------------------------------------- | ----------------------- | ------------------------------------- | ------------ |
| 1.  | «Точки Над (Интро)»                      | Гном, Руставели         | Димон, Капус                          | 1:51         |
| 2.  | «Наручники»                              | Гном, Руставели         | Димон                                 | 3:02         |
| 3.  | «Этаж»                                   | Руставели               | Мико; гитара: Жэка; скрэтч: DJ Al One | 3:26         |
| 4.  | «Осенний»                                | Гном, Руставели         | Мико                                  | 3:51         |
| 5.  | «Узники быта» (уч. ШZA) (Маклай version) | ШZA, Руставели          | Маклай                                | 3:38         |
| 6.  | «Выбор 2010» (Динайс version)            | Руставели, Гном         | Динайс                                | 3:23         |
| 7.  | «Танцы с волками» (уч. Динайс)           | Гном, Динайс            | Мико                                  | 2:14         |
| 8.  | «День, что прожит...» (уч. Мареин)       | Мареин, Гном, Руставели | Мико; гитара: Рус                     | 4:28         |
| 9.  | «Тупики» (уч. Динайс)                    | Гном, Руставели, Динайс | Мико                                  | 3:44         |
| 10. | «Ненависть»                              | Гном, Руставели         | Димон; скрэтч: DJ Al One              | 2:44         |
| 11. | «Точки Зрения»                           | Руставели, Гном         | Мико; гитара: Жэка, Вано              | 2:57         |
| 12. | «Ожидание» (уч. Маклай)                  | Маклай, Гном, Руставели | Маклай                                | 4:11         |
| 13. | «Не грусти» (уч. Санчес)                 | Руставели, Санчес       | Жетон                                 | 3:30         |
| 14. | «Февраль»                                | Гном, Руставели         | Димон; баян: ВиктОр                   | 3:45         |
| 15. | «Кукушка»                                | Виктор Цой, Руставели   | Виктор Цой, Димон                     | 3:26         |
| 16. | «А, Утро Над (Озеро)»                    | стих: Кораблин И.В.     | Димон                                 | 0:54         |

## Интересные факты
- Треки «Выбор 2010» и «Ненависть» изначально были под биты Мико (GLSS), а последний ещё носил и другое название — «Чёрная королева»[6][7].